# Іванов-Барков Євген Олексійович
Іванов-Барков Євген Олексійович — російський радянський кінорежисер, сценарист. Лауреат Державної премії СРСР (1941 і 1949). Народний артист Туркменської РСР (1952).

## З життєпису
Народився 4 березня 1892 р. Помер 18 травня 1965 р. Закінчив Строганівське художньо-промислове училище (1915). Дебютував як режисер 1925 р. Один з фундаторів розвитку турменського національного кінематографа.

## Фільмографія
Поставив фільми:
- «Герої домни» (1928),
- «Іуда» (1930),
- «Дурсун» (1940),
- «Прокурор» (1941)
- «Далека наречена» (1948) та ін.,

а на Одеській кіностудії:
- «Шарф коханої» (1955; автор сценар. у співавт. З. Маркіною).